# Jean Dausset
Jean Baptiste Dausset (Toulouse, 9 de outubro de 1916 — Palma de Maiorca, 6 de junho de 2009) foi um médico francês.

## Vida
Lutou na Segunda Guerra Mundial e formou-se em medicina aos 29 anos pela Universidade de Paris. Foi especialista em imunologia.
Recebeu o Nobel de Fisiologia ou Medicina de 1980, juntamente com Baruj Benacerraf e George Snell. Dausset escreveu mais de 300 artigos. Foi agraciado com o Doutoramento Honoris Causa pela Universidade Nova de Lisboa em 1982/1983.

## Pesquisa
Dausset começou sua pesquisa logo após se formar em medicina em 1945, enquanto trabalhava como estagiário no laboratório de hematologia do Children's Hospital em Boston. Seu primeiro artigo foi publicado em 1950 e tratava da detecção de anticorpos incompletos usando eritrócitos tripsinizados em meio plasmático, técnica que apresentava sensibilidade melhorada em relação a outras técnicas usadas na época. Ele passou a publicar mais trabalhos no campo da hematologia, incluindo o desenvolvimento de uma técnica em 1952 para a remoção de plasma de glóbulos vermelhos para ser usado em transfusões a pacientes de alguma forma intolerantes a transfusões de sangue total. Em 1952, ele retornou à França e continuou suas pesquisas, focando principalmente emanemia hemolítica, e publicação de vários trabalhos que tratam das várias formas de aglutinação de células sanguíneas. Foi durante este período de investigação, em 1954, quando Dausset observada pela primeira vez um anti-leucócitos aglutinar substância, embora não foi até 1958 que ele identificou uma isoantibody específico para leucócitos, e publicou suas descobertas. Foi essa descoberta e a extensa cascata de trabalho que se seguiu que acabaria por render a Dausset seu Prêmio Nobel.
A pesquisa geral em anticorpos, aglutinação e anemia continuou nos anos seguintes a este artigo de 1958. Em 1962, Dausset publicou um exame da correlação entre a leucoaglutinação e a tolerância ao enxerto de pele, sua primeira observação do impacto dos antígenos na histocompatibilidade. Seu próximo artigo sobre o assunto foi publicado em 1964, quando observou uma relação clara entre a compatibilidade do antígeno leucocitário e a resposta de anticorpos aos enxertos de pele. Essa descoberta gerou uma enxurrada de pesquisas no tópico de histocompatibilidade e, no final de 1965, Dausset publicou mais de uma dúzia de artigos explorando antígenos leucocitários e sua relevância para a histocompatibilidade. Depois de identificar que um dois grupos do antígeno leucocitário alélico teve influência na histocompatibilidade e observando a indução de hipersensibilidade aos enxertos cutâneos após a injeção de frações leucocitárias, Dausset desenvolveu um sistema para agrupar antígenos leucocitários com base na histocompatibilidade. Em seguida, ele levantou a hipótese de que todos os antígenos leucocitários conhecidos faziam parte de um único complexo, complexo que ele chamou de Hu-1. Este complexo mais tarde se tornaria conhecido como um dos Complexos Principais de Histocompatibilidade, especificamente aqueles denominados Antígenos Leucocitários Humanos. O trabalho posterior de Dausset em 1965 examinando os efeitos da injeção de antígeno Hu-1 na rejeição de enxerto de pele confirmou ainda mais a conclusão de que este complexo Hu-1 era de fato um transplante antígeno, uma conclusão que com o tempo teria efeitos profundos no processo de transplante.
Nos anos seguintes, Dausset continuou sua pesquisa no complexo Hu-1. Durante 1966-1967, ele publicou vários outros artigos sobre o assunto, incluindo um artigo resumindo a relevância dos antígenos Hu-1 para oncogênese e transplante, desenvolvimento do uso de plaquetas teste de fixação de complementação para identificar quais antígenos estão presentes, e a descoberta de que Hu-1 é homólogo ao complexo H-2 de camundongo, que também atua na histocompatibilidade. No final de 1967, ele confirmou, por meio de estudos familiares, que todos os antígenos descobertos eram de fato parte de um único sistema. Após 1967, Dausset participou de vários outros estudos pertencentes ao complexo (que foi renomeado HLA em 1968), particularmente aqueles que examinavam a base genética para a transmissão dos antígenos, juntamente com a publicação de uma série de outros artigos para os quais ele reivindicou a autoria primária. Por sua contribuição a esses estudos, bem como seu papel final na descoberta desse antígeno crucial, Jean Dausset recebeu o Prêmio Nobel de Fisiologia e Medicina em 1980.

Depois de receber o Prêmio Nobel, a pesquisa pessoal de Dausset desacelerou consideravelmente. Ele contribuiu para vários estudos, particularmente alguns relacionados à genética, mas não publicou nada para o qual reivindicou a autoria primária por mais de uma década. Ele se aposentou em 2003, aos 87 anos.